# Don Williams (countryzanger)
Don Williams (Floydada (Texas), 27 mei 1939 – Mobile (Alabama), 8 september 2017) was een Amerikaans countryzanger en songwriter. Ondanks dat hij geen vernieuwer van de countrymuziek is geweest, behoort hij tot de belangrijke namen in dit genre. Van 1974 tot 1991 belandden 42 van zijn singles in de top 10 van de Bilboard Hot Country Songs waarvan 17 op nummer 1. Naast zijn muziekcarrière speelde hij een enkele keer in een film. Hij wordt wel de Gentle Giant genoemd vanwege zijn "warme baritonstem en relaxte manier van doen".

## Biografie
Williams werd geboren in Floydada en groeide op in Corpus Christi, beide in Texas. Zijn vader was monteur, waardoor Don op jonge leeftijd in verschillende andere regio's van de VS kwam. Tijdens zijn kinderjaren leerde hij van zijn moeder gitaar spelen en hoorde hij vaak countrymuziek.
Als tiener trad hij op in verschillende bands in de stijlen country, rock-'n-roll, rockabilly en folk. Hij en de andere leden van de folkpopgroep Pozo-Seco Singers tekenden in 1965 een contract bij Columbia Records en kenden een top 50-hit met het nummer Time. In de eerste twee jaar bereikten ze bij elkaar zes maal de hitlijsten en in 1971 gingen ze uit elkaar. Hierna had Williams enkele banen buiten de muziekwereld, totdat hij naar Nashville afreisde. Hij had het doel om om verder te gaan als songwriter, omdat hij toen nog geen vertrouwen had in een eigen solocarrière.
In Nashville werd hij door Jack Clement aangenomen als songwriter. In zijn muziekuitgeverij werkte Williams met hem samen en met Allen Reynolds die op dat moment ook nog maar kort in Nashville was. Toen artiesten terughoudend waren met het opnemen van materiaal dat door Williams was geschreven, besloot het drietal dat hij het zelf zou moeten uitbrengen. Zodoende kwam hij in 1972 met zijn eerste elpee, Volume one, waarop ook al twee bescheiden hits stonden: het zelfgeschreven The shelter of your eyes kwam op nummer 14 van Billboards Hot Country Songs terecht en het door Bob McDill geschreven Come early morning op nummer 12. In het jaar erop volgde We should be together van Reynolds dat op nummer 5 belandde.
In zijn tweede jaar als solozanger, in 1974, behaalde hij zijn eerste nummer 1-hit met I wouldn't want to live if you didn't love me dat geschreven is door Al Turney. Al met al kwamen 56 singles van hem in de hitlijsten terecht, waarvan 42 singles in de top 10 en 17 op nummer 1. Door zijn succes ontwikkelde Reynolds zich niet alleen als songwriter maar ook als Williams' producer. Uiteindelijk ging Williams ertoe over om zijn platen zelf te produceren in samenwerking met Garth Fundis.
Daarnaast trad hij sinds de jaren zeventig enkele malen op in films van met name Burt Reynolds, waaronder in Smokey and the Bandit II (1980). Ook was hij verteller in de televisiefilm The Dukes of Hazzard: Reunion! (1997).
De muziek van Williams was niet alleen in de VS maar ook in Europa in trek. Hij won verschillende muziekprijzen, waaronder als Beste zanger van 1978 volgens de Country Music Association; de CMA riep tevens zijn single Tulsa time uit tot Single van 1978. Zijn album Expressions leverde hem in 1979 een Edison op en in 1980 riepen de lezers van Country Music People uit Londen hem uit tot Artiest van het Decennium. Ook is hij een van de weinige countryzangers die door Afrika toerde. Hierover bracht hij in 2004 zijn dvd Into Africa uit.
In de jaren tachtig kreeg hij rugproblemen waaraan hij geopereerd werd. Hij ging desondanks door en kende ook nog steeds successen, tot hij in 1992 voor het eerst afscheid nam nadat hij met Lord have mercy on a country boy (1991) zijn laatste nummer 10-hit had bereikt. Hij trad niettemin ook in de jaren negentig nog geregeld op. Hierbij kende hij om de paar jaar een comeback, maar had hij verder geen belangrijke successen meer.
In 2006 gaf hij wereldwijd een afscheidstournee en in 2010 werd hij opgenomen in de Country Music Hall of Fame. Na een afwezigheid van ongeveer zes jaar kwam hij in 2012 echter weer terug met een nieuw album, And so it goes, en 2014 opnieuw met Reflections.
Williams was sinds 1960 getrouwd met Joy Bucher en had twee zoons.

## Discografie

### Albums
- 1973 - Volume one
- 1974 - Volume two
- 1974 - Volume III
- 1975 - You're my best friend
- 1976 - Harmony
- 1976 - Visions
- 1977 - Country boy
- 1978 - Expressions
- 1979 - Portrait
- 1980 - I believe in you
- 1981 - Especially for you
- 1982 - Listen to the radio
- 1983 - Yellow moon
- 1984 - Cafe Carolina
- 1986 - New moves
- 1987 - Traces
- 1989 - As long as I have you
- 1989 - One good well
- 1990 - True love
- 1992 - Currents
- 1992 - Lord I hope this day is good
- 1993 - In my life
- 1994 - An evening with Don Williams - Best of live
- 1995 - I've got a winner in you
- 1995 - Borrowed tales
- 1996 - Flatlands
- 1998 - I turn the page
- 2004 - My heart to you
- 2012 - And so it goes
- 2014 - Reflections

### Muziekvideo's
- 1989 - I've been loved by the best
- 1995 - Fever
- 2004 - My heart to you
- 2012 - Imagine that (met Keith Urban)
- 2014 - I'll be here in the morning
- 2014 - Sing me back home

### Verzamelalbums
- 1975 - Best 1 - Greatest hits
- 1978 - 20 of my best
- 1978 - Images
- 1979 - The best of Don Williams - volume II
- 1979 - Superhits
- 1980 - A touch of Don Williams
- 1980 - The very best of Don Williams
- 1980 - It's gotta be magic
- 1983 - Love songs
- 1984 - The best of Don Williams - volume III
- 1985 - Anthology
- 1986 - Best 4 - Greatest hits
- 1986 - Sings Bob McDill
- 1986 - Lovers and best friends
- 1986 - Don't you believe
- 1987 - 20 greatest hits
- 1987 - You're my best friend
- 1988 - A broken heart never mends
- 1989 - Prime cuts
- 1989 - 16 original world hits
- 1990 - Greatest country hits
- 1992 - Till the river all runs dry
- 1992 - The very best of
- 1993 - Some broken hearts never mend
- 1993 - I've got a winner in you
- 1993 - Lord, I hope this day is good
- 1993 - In my life
- 1994 - Country classics
- 1995 - The best
- 1995 - Love songs
- 1995 - Don Williams (Universal)
- 2000 - Millennium collection
- 2000 - Anthology
- 2002 - Follow me back home
- 2002 - Silver turns to gold
- 2003 - All American country
- 2003 - Country legends
- 2003 - Some broken hearts
- 2003 - The best of Don Williams
- 2004 - The definitive collection
- 2006 - The definitive Don Williams - His greatest hits

### Singles
In het volgende overzicht zijn alleen de noteringen in de Hot Country Songs meegenomen. Sommige singles van Williams kwamen echter ook in de Billboard Hot 100, UK Singles Chart en lijsten in andere landen voor.
| Jaar | Single                                             | Hot Country Songs piekpositie |
| ---- | -------------------------------------------------- | ----------------------------- |
| 1972 | Don't you believe                                  | -                             |
| 1972 | Amanda                                             | -                             |
| 1972 | The shelter of your eyes                           | 14                            |
| 1973 | Come early morning                                 | 12                            |
| 1973 | Atta way to go                                     | 13                            |
| 1974 | We should be together                              | 5                             |
| 1974 | Down the road I go                                 | 62                            |
| 1974 | I wouldn't want to live if you didn't love me      | 1                             |
| 1974 | The ties that bind                                 | 4                             |
| 1975 | You're my best friend                              | 1                             |
| 1975 | (Turn out the light and) Love me tonight           | 1                             |
| 1975 | 'Til the rivers all run dry                        | 1                             |
| 1976 | Say it again                                       | 1                             |
| 1976 | She never knew me                                  | 2                             |
| 1977 | Some broken hearts never mend                      | 1                             |
| 1977 | I'm just a country boy                             | 1                             |
| 1978 | I've got a winner in you                           | 7                             |
| 1978 | Rake and ramblin' man                              | 3                             |
| 1978 | Tulsa time                                         | 1                             |
| 1979 | Lay down beside me                                 | 3                             |
| 1979 | It must be love                                    | 1                             |
| 1979 | Love me over again                                 | 1                             |
| 1980 | Good ole boys like me                              | 2                             |
| 1980 | I believe in you                                   | 1                             |
| 1981 | Falling again                                      | 6                             |
| 1981 | Miracles                                           | 4                             |
| 1981 | If I needed you (met Emmylou Harris)               | 3                             |
| 1981 | Lord, I hope this day is good                      | 1                             |
| 1982 | Listen to the radio                                | 3                             |
| 1982 | Mistakes                                           | 3                             |
| 1982 | If hollywood don't need you (Honey I still do)     | 1                             |
| 1983 | Love is on a roll                                  | 1                             |
| 1983 | Nobody but you                                     | 2                             |
| 1983 | Stay young                                         | 1                             |
| 1984 | That's the thing about love                        | 1                             |
| 1984 | Maggie's dream                                     | 11                            |
| 1984 | Walkin' a broken heart                             | 2                             |
| 1985 | It's time for love                                 | 20                            |
| 1985 | We've got a good fire goin'                        | 3                             |
| 1986 | Heartbeat in the darkness                          | 1                             |
| 1986 | Then it's love                                     | 3                             |
| 1987 | Señorita                                           | 9                             |
| 1987 | I'll never be in love again                        | 4                             |
| 1987 | I wouldn't be a man                                | 9                             |
| 1988 | Another place, another time                        | 5                             |
| 1988 | Desperately                                        | 7                             |
| 1988 | Old coyote town                                    | 5                             |
| 1989 | One good well                                      | 4                             |
| 1989 | I've been loved by the best                        | 4                             |
| 1990 | Just as long as I have you                         | 4                             |
| 1990 | Maybe that's all it takes                          | 22                            |
| 1990 | Back in my younger days                            | 2                             |
| 1991 | True love                                          | 4                             |
| 1991 | Lord have mercy on a country boy                   | 7                             |
| 1992 | It's who you love                                  | 73                            |
| 1992 | Too much love                                      | 72                            |
| 1998 | Cracker Jack diamond                               | -                             |
| 1998 | Pretty little baby child                           | -                             |
| 2012 | I just come here for the music (met Alison Krauss) | -                             |
| 2014 | I'll be here in the morning                        | -                             |

- Bibliothèque nationale de France: cb139011804 (data)
- Gemeinsame Normdatei: 134557514
- International Standard Name Identifier: 0000 0001 0845 2667
- Library of Congress Control Number: no88006317
- MusicBrainz: 741bd697-e595-4e47-a97d-688b4b9e0df2
- Nationale Bibliotheek van Tsjechië: xx0151793
- Nederlandse Thesaurus van Auteursnamen: 071267700
- SNAC: w6gm8mcs
- Virtual International Authority File: 120739985
- WorldCat: E39PBJhXcbmHWR63whQbQ8jgrq